# ستيفن غيليسبي
ستيفن غيليسبي (بالإنجليزية: Steven Gillespie)‏ (4 يونيو 1985 بليفربول في المملكة المتحدة - ) هو لاعب كرة قدم بريطاني في مركز الهجوم. لعب مع كولتشستر يونايتد ونادي بريستول روفيرز ونادي بريستول سيتي ونادي ليفربول وWarrington Town F.C. ‏ ونادي ألترينتشام ونادي تشيلتنهام تاون لكرة القدم وفليتوود تاون.

## وصلات خارجية
- ستيفن غيليسبي على موقع قاعدة بيانات كرة القدم.إي يو (الإنجليزية)
- ستيفن غيليسبي على موقع Soccerbase.com (لاعب) (الإنجليزية)